# Rječina
Rječina (wł. Fiumara) – rzeka w Chorwacji. Jej długość wynosi 17,3 km.
Płynie przez obszar Hrvatskiego primorja. Powierzchnia jej dorzecza wynosi 243,1 km². Swe źródła ma nieopodal miejscowości Brgudac, na wysokości 326 m n.p.m. Następnie płynie przez kanion. Do Morza Adriatyckiego wpada w Rijece, płynąc przez teren jej portu morskiego. W miejscowości Martinovo Selo na Rječinie funkcjonuje elektrownia wodna.
Stare koryto Rječiny, które powstało w związku z wytyczeniem nowego biegu rzeki na terenie Rijeki, nosi nazwę Mrtvi kanal. Niegdyś stanowił on granicę pomiędzy Królestwem SHS a Wolnym Miastem Fiume, a następnie Królestwem Jugosławii a Królestwem Włoch.